# Club de Futbol Sóller
El Club de Futbol Sóller és un club de futbol de Sóller (Mallorca, Illes Balears, Espanya), fundat l'any 1954. Juga a la Tercera divisió, Grup 11, quarta categoria absoluta del futbol espanyol.
Els seus orígens es remunten a l'any 1923 amb diverses denominacions, fins a la fundació del club actual el 1954. Tradicionalment ha estat el club esportiu més representatiu del poble de Sóller.

## Història

### Clubs precedents (1923-54)

#### El Marià Sportiu (1923-26)
El 13 de juny de 1923 va aprovar-se el Reglament de la secció esportiva multidisciplinària de la Congregació Mariana de Sóller, que tenia un equip de futbol conegut com a Marià Sportiu. El Reglament hi especificava que l'equip vestiria samarreta amb franges blanques i blaves amb calçons i calces negres. Des del primer moment es va jugar al Camp d'en Maiol, inaugurat oficialment el 24 d'agost de 1923.

#### El Sóller Foot-Ball (1926-35)
L'any 1926 va fundar-se la Sociedad Deportiva Sollerense (SDS), independitzant-se de la congregació mariana i mantenint igualment les seves seccions esportives. Entre elles es va mantenir l'equip de futbol, anomenat Sóller FB (Sóller Foot-Ball). L'equipació va substituir la samarreta blanc-i-blava per una blanca, mantenint-ne els calçons i calces negres. Inicialment va gaudir d'un potencial esportiu i econòmic important, arribant a aspirar a l'ascens a la primera categoria del Campionat de Mallorca (el seu principal rival fou l'Athletic FC, antecedent de l'actual Atlètic Balears). Però des de l'any 1929 adoptà un caràcter amateur, jugant competicions oficials sense les ambicioses expectatives anteriors.

#### El CD Sóller (1935-49)

CD Sóller - Escut (1944)

El 19 de setembre de 1935 va néixer el Club Deportivo Sóller com a club independent, en independitzar-se la secció futbolística (el Sóller FB) de la Sociedad Deportiva Sollerense. Va canviar la samarreta blanca per una blava, però mantenint calçons i calces negres. La temporada 1935-36 va competir a la Lliga Amateur, la categoria més baixa llavors existent. Després de la Guerra Civil el Club va poder sobreviure i fins i tot a mitjans dels anys 40 va obtenir bons resultats com el Campionat de Balears el 1947. Però a causa de les creixents dificultats econòmiques i l'escassa afició al futbol d'aquells anys el club va acabar desapareixent.

#### La UD Atlético de Sóller (1949-51)
Quan el CD Sóller va desaparèixer part dels seus gestors intentaren mantenir el futbol actiu a la Ciutat i varen fundar la Unión Deportiva Atlético de Sóller, però el club només va sobreviure dues temporades (1949-51). Inclús durant uns mesos, entre 1951 i 1952, no va haver cap equip a la Ciutat.

#### CD Águilas Sóller (1952-54)
L'any 1952 va néixer el Club Deportivo Águilas Sóller, creat per la Secció juvenil de Acción Católica per reprendre l'activitat futbolística a la Vall d'una manera molt modesta. Els seus colors eren samarreta blanca amb calçons i calces negres, com els de l'antic Soller FB. Degut a aquesta inestabilitat, entre 1949 i 1954 la participació en competicions oficials d'algun club solleric fou gairebé testimonial i sempre a les categories més baixes del futbol illenc.

### El Club de Futbol Sóller (1954)
El 9 d'agost de 1954 va organitzar-se la junta directiva del CF Sóller, nou club que aprofitava la infraestructura esportiva del CD Águilas i amb pretensions més ambicioses. Va iniciar la seva trajectòria esportiva la temporada 1954-55. L'equip va mantenir la mateixa equipació del Águilas (samarreta blanca, calçons i calces negres) que no va patir modificacions fins al 1971, quan la samarreta passà a ser blava (rememorant l'antic CD Sóller). L'any 1976 la samarreta tornà a ser blanca; però per primera vegada els calçons i les calces deixaren de ser negres per ser blaves. Des de llavors, els calçons i les calces han alternat negre i blau en nombroses ocasions.

#### Els primers anys (anys 50-70)
El CF Sóller va tenir un inici fulgurant els seus primers anys que el varen dur en només dues temporades a assolir la Tercera divisió, on hi romangué entre 1956 i 1961. Aquest darrer any va guanyar la Copa Uruguay, un título de renom aquells anys en el futbol balear. Però va descendir novament i als anys 60 i 70 va tornar a moure's a categories regionals.

#### Els millors anys (I). A Tercera divisió (anys 80 i 90)
Des dels anys 80 el Club va tornar a ser un equip habitual de la Tercera divisió (excepte un breu període entre 1982 i 1985). Als anys 90 visqué els seus millors moments, assolint un campionat de Tercera divisió (1995-96) i dos tercers llocs (1994-95 i 1996-97).

#### Els millors anys (II). A Segona divisió B (1997-98)
Fou durant aquests anys quan el Club visqué el seu millor moment. L'any 1995 disputà la lligueta d'ascens contra el Pinós CF, l'Águilas CF i el RCD Espanyol B, essent aquest darrer l'equip que ascendí. L'any 1996 va competir contra el CE Europa, l'Águilas CF i el CF Gandia, que fou qui va pujar. L'any 1997 a la fi s'aconseguia l'ascens a Segona divisió B després de quedar segon a la lligueta d'ascens contra el Cartagonova FC (l'actual FC Cartagena) i el CE Olímpic de Xàtiva (el campió de la lligueta, el FC Barcelona C, no va poder ascendir per la seva condició de filial). Malauradament només romangué una temporada (1997-98), i la crisi econòmica que patia el va dur a Tercera divisió a més d'un descens administratiu a Regional Preferent.

#### Els darrers anys. A Tercera i Preferent (2000-)
Després del desastre econòmic i esportiu, l'equip es va refer i la temporada 1999-2000 va recuperar la Tercera divisió. Emperò, en aquesta nova etapa l'equip mantenia la categoria amb moltes dificultats, fins a tornar a baixar la temporada 2001-02 a Regional Preferent. Es va recuperar la categoria l'any següent, i fins i tot la temporada 2003-04 el Club assolí un meritori vuitè lloc. El mal moment esportiu semblava superat.
Però els anys següents a l'equip va tornar a vorejar el descens, fins que a la temporada 2006-07 va tornar a caure a Regional Preferent. Les temporades 2007-08 i 2008-09 l'equip es va classificar per jugar les eliminatòries d'ascens (i per molt poc), però va quedar eliminat a la primera ronda en sengles ocasions. Les dues campanyes següents (2009-10 i 2010-11) el Club va empitjorar els seus resultats, arribant a veure de prop la possibilitat de descens a Regional però finalment va salvar la categoria.
La temporada 2011-12, després d'una brillant campanya, el Club va aconseguir el campionat de Regional Preferent i va aconseguir l'ascens a Tercera divisió. A la 2012-13, després d'un inici fulgurant en el qual va arribar a ser líder de Tercera, va encadenar una llarga ratxa de mals resultats que el va dur a descendir novament a Regional Preferent. Però la temporada 2013-14 va ser similar a la jugada dues temporades abans: l'equip va assolir el liderat des del principi del campionat fins a proclamar-se campió de Preferent per segona vegada en tres anys.
Per tant, a la temporada 2014-15 el CF Sóller juga a la Tercera divisió, Grup 11.

## Classificacions en lliga[calcitació]

### Campionat de Mallorca
Classificacions dels clubs que precediren al CF Sóller entre 1923 i 1940: Marià Sportiu, Sóller FB i CD Sóller.
| - 1923-24: (NP) - 1924-25: (NP) - 1925-26: (NP) - 1926-27: 2a Categoria (2n) (*) | - 1927-28: 1a Categoria (2n) (**) - 1928-29: 2a Categoria (4t) - 1929-30: 2a Categoria (3r) - 1930-31: 2a Categoria (3r) | - 1931-32: 3a Categoria (1r) - 1932-33: 2a Categoria (2n) - 1933-34: 2a Categoria (3r) - 1934-35: 2a Categoria (3r) | - 1935-36: 3a Categoria (2n) - 1936-39: Guerra Civil - 1939-40: 3a Categoria (3r) |

(*) Aquell any varen haver dos campionats, un de la Federació Balear i un altre anomenat "Bloc de Defensa Balear". El Sóller FB va ingressar a aquest últim

(**) Fruit de la reunificació dels dos campionats, el Sóller FB va tornar a la segona categoria

### Competicions de la RFEF
Clubs que precediren al CF Sóller: CD Sóller, At. Sóller i CD Águilas.
| - 1940-41: (NP) - 1941-42: 3a Regional (1r) - 1942-43: 2a Regional (6è) - 1943-44: 2a Regional (1r) | - 1944-45: 1a Regional (4t) - 1945-46: 1a Regional (2n) - 1946-47: 1a Regional (1r) (*) - 1947-48: 1a Regional (5è) | - 1948-49: 1a Regional (11è) - 1949-50: (NP) - 1950-51: 3a Regional (8è) - 1951-52: (NP) | - 1952-53: 3a Regional (3r) - 1953-54: 3a Regional (6è) |

(*) Renuncia a l'ascens a Tercera divisió per problemes econòmics 

#### Classificacions del CF Sóller
El CF Sóller ha jugat un total de 64 temporades de lliga comptant la temporada 2017-18 i ha aconseguit els resultats següents:
| - 1954-55: 1a Regional (5è) - 1955-56: 1a Regional (2n) - 1956-57: 3a Divisió (14è) - 1957-58: 3a Divisió (14è) - 1958-59: 3a Divisió (12è) - 1959-60: 3a Divisió (6è) - 1960-61: 3a Divisió (15è) - 1961-62: 1a Regional (2n) - 1962-63: 2a Regional (1r) - 1963-64: (NP) - 1964-65: 1a Regional (4t) - 1965-66: 1a Regional (4t) - 1966-67: 1a Regional (10è) - 1967-68: 2a Regional (2n) - 1968-69: 2a Regional (4t) - 1969-70: 2a Regional (3r) - 1970-71: 2a Regional (1r) | - 1971-72: 1a Regional (5è) - 1972-73: Reg. Preferent (18è) - 1973-74: 1a Regional (10è) - 1974-75: 1a Regional (2n) - 1975-76: Reg. Preferent (13è) - 1976-77: Reg. Preferent (8è) - 1977-78: Reg. Preferent (3r) - 1978-79: Reg. Preferent (2n) - 1979-80: 3a Divisió (14è) - 1980-81: 3a Divisió (11è) - 1981-82: 3a Divisió (20è) - 1982-83: Reg. Preferent (18è) - 1983-84: 1a Regional (1r) - 1984-85: Reg. Preferent (2n) - 1985-86: 3a Divisió (13è) - 1986-87: 3a Divisió (19è) - 1987-88: 3a Divisió (9è) | - 1988-89: 3a Divisió (14è) - 1989-90: 3a Divisió (16è) - 1990-91: 3a Divisió (11è) - 1991-92: 3a Divisió (8è) - 1992-93: 3a Divisió (10è) - 1993-94: 3a Divisió (7è) - 1994-95: 3a Divisió (3r) - 1995-96: 3a Divisió (1r) - 1996-97: 3a Divisió (3r) - 1997-98: 2a Divisió B (19è) (*) - 1998-99: Reg. Preferent (12è) - 1999-00: Reg. Preferent (1r) - 2000-01: 3a Divisió (16è) - 2001-02: 3a Divisió (18è) - 2002-03: Reg. Preferent (1r) - 2003-04: 3a Divisió (8è) - 2004-05: 3a Divisió (14è) | - 2005-06: 3a Divisió (15è) - 2006-07: 3a Divisió (20è) - 2007-08: Reg. Preferent (7è) - 2008-09: Reg. Preferent (7è) - 2009-10: Reg. Preferent (13è) - 2010-11: Reg. Preferent (16è) - 2011-12: Reg. Preferent (1r) - 2012-13: 3a Divisió (19è) - 2013-14: Reg. Preferent (1r) - 2014-15: 3a Divisió (8è) - 2015-16: 3a Divisió (19è) - 2016-17: Reg. Preferent (17è) - 2017-18: Reg. Preferent (1r) - 2018-19: 3a Divisió (14è) - 2019-20: 3a Divisió |

(*) Descens federatiu de Tercera divisió a Regional Preferent per deutes als jugadors
(NP): No va participar en competicions oficials 

 - Campionat de Lliga 

 - Ascens 

 - Descens

## Uniforme[calcitació]
Al llarg de la seva història dels diferents clubs, les equipacions varen ser les següents:
| Marià Sportiu · 1923-26 | Sóller FB · 1926-35 | CD Sóller · 1935-49 | At. de Sóller · 1949-50 | At. de Sóller · 1950-51 | Águilas Sóller · 1952-54 |  |

Com a CF Sóller:
| 1954-71 | 1971-76 | 1976 (*) | 2008 (*) | 2010 | 2011-15 | 2015 (actual) |  |

(*) Des del 1976 els calçons han alternat blau i negre en nombroses ocasions. Les calces gairebé sempre han estat blanques i només alguns anys del mateix color dels calçons.

## Estadi
El Club juga els seus partits al Camp d'en Maiol. Va ser inaugurat oficialment el 24 d'agost de 1923 i ha estat des de llavors el terreny de joc dels principals equips de futbol de la Ciutat. El camp té una capacitat per a uns 1.500 espectadors, amb tribuna coberta i grades laterals.

## Dades del Club

### Temporades
- Temporades a Segona divisió B (1): 1997-98
- Temporades a Tercera divisió (31): 1956-57 a 1960-61, 1979-80 a 1981-82, 1985-86 a 1996-97, 2000-01, 2001-02, 2003-04 a 2006-07, 2012-13, 2014-15, 2015-16, 2018-19 i 2019-20
- Temporades a Regional Preferent (18): 1972-73, 1975-76 a 1978-79, 1982-83, 1984-85, 1998-99, 1999-2000, 2002-03, 2007-08 a 2011-12, 2013-14, 2016-17 i 2017-18
- Temporades a categories regionals (16): 1954-55, 1955-56, 1961-62 a 1971-72, 1973-74, 1974-75 i 1983-84
- Millor classificació a la Lliga: 1r (Tercera divisió, temporada 1995-96)

Escut actual (versió alternativa)

## Futbol base

### CF Sóller B
Des de la temporada 2009-10 el Club compta amb un filial, el Sóller B, que fins a la 2012-2013 va jugar a Tercera Regional i que des de llavos juga a Segona Regional.

### Juvenil
El Club també compta amb un equip a la Preferent Juvenil, la tercera categoria del futbol juvenil espanyol.

## Palmarès[calcitació]

### Títols estatals
- Tercera divisió (1): 1996
- Tercer lloc en Tercera divisió (2): 1994-95 i 1996-97

### Títols regionals (CF Sóller)
- Regional Preferent (5): 1999-2000, 2002-03, 2011-12, 2013-14 i 2017-18
- Primera Regional (1): 1983-84
- Segona Regional (3): 1962-63 i 1970-71
- Copa Uruguai (1): 1960
- Subcampionat de Regional Preferent (2): 1978-79 i 1984-85
- Subcampionat de Primera Regional (3): 1955-56, 1961-62 i 1974-75
- Subcampionat de Segona Regional (1): 1967-68

### Títols regionals (clubs anteriors al CF Sóller)
- Tercera Categoria del Campionat de Mallorca (1): 1931-32
- Campionat de Balears (1): 1946-47
- Primera Regional (1): 1946-47
- Segona Regional (1): 1943-44
- Tercera Regional (1): 1941-42
- Subcampionat de Primera Regional (1): 1945-46